# Lukas Schneller
Lukas Schneller (* 26. Oktober 2001 in München) ist ein deutscher Torhüter, der seit 2012 beim FC Bayern München alle Jugendmannschaften durchlief, seit der Saison 2020/21 dem Kader der zweiten Mannschaft angehört und in der Saison 2024/25 auf Leihbasis für den 1. FC Schweinfurt 05 in der viertklassigen Regionalliga Bayern spielt.

## Karriere
Schneller begann seine Karriere beim TSV Moosach im Landkreis Ebersberg und wechselte 2012 in die Jugendabteilung des FC Bayern München. Zur Saison 2020/21 rückte er in den Kader der zweiten Mannschaft des FC Bayern München auf. Am 28. November 2020 gab er im Auswärtsspiel gegen Hansa Rostock sein Debüt in der 3. Liga für die Amateure. Wenige Tage später reiste er mit den Profis zum Champions-League-Spiel gegen Atletico Madrid und verlängerte seinen Vertrag vorzeitig bis 2022.
Nach der Verletzung des Ersatztorhüters Alexander Nübel rückte Schneller zusätzlich als dritter Torhüter in den Kader der Profimannschaft auf. Auch für die FIFA-Klub-Weltmeisterschaft im Februar 2021 wurde er für den Kader nominiert, absolvierte jedoch kein Spiel.
In der Saison 2024/25 spielte Schneller leihweise für den 1. FC Schweinfurt 05. Als Stammtorhüter gewann er mit den „Schnüdel“ die Meisterschaft in der Regionalliga-Bayern-Spielzeit 2024/25 und schaffte damit den Aufstieg in die 3. Liga. Nach Saisonende wurde er wie Leihspieler Julian Kudala und etliche weitere Akteure, deren Verträge ausliefen, vom Klub verabschiedet und kehrte nach Auslaufen des Leihvertrags nach München zurück.

## Erfolge
- FIFA-Klub-Weltmeister: 2020 (ohne Einsatz) (mit dem FC Bayern München)
- Meister der Regionalliga Bayern 2025 und Aufstieg in die 3. Liga (mit dem 1. FC Schweinfurt 05)